# Окамото Рін
Окамото Рін (яп. 岡本倫, нар. 6 січня 1970) — японський манґака, колишній співробітник Bandai. Відомий як автор манґи Ельфійська пісня. Проживає в Токіо.

## Твори
- Ельфійська пісня (яп. エルフェンリート, Erufen Rīto)
- Digitopolis (яп. デジトポリス, Dejitoporisu)
- Memoria (яп. メモリア)
- MOL
- Flip Flap (2008 Shueisha)[5]
- Lime Yellow
- Carrera
- Rejisutora (яп. レジストラ)
- Allumage
- Nononono (яп. ノノノノ) (2008—2011, що випускалась у Weekly Young Jump, Shueisha)[6][7]
- Брюнгільда з пітьми (яп. 極黒のブリュンヒルデ, Gokukoku no Buryunhirude)[8] (з 2012)
- You are my Indecent Queen (яп. 君は淫らな僕の女王) (2012)
- Паралельний рай (яп. パラレルパラダイス) (з 2017)